# Ermida de São Tomé (Ponta da Ilha)

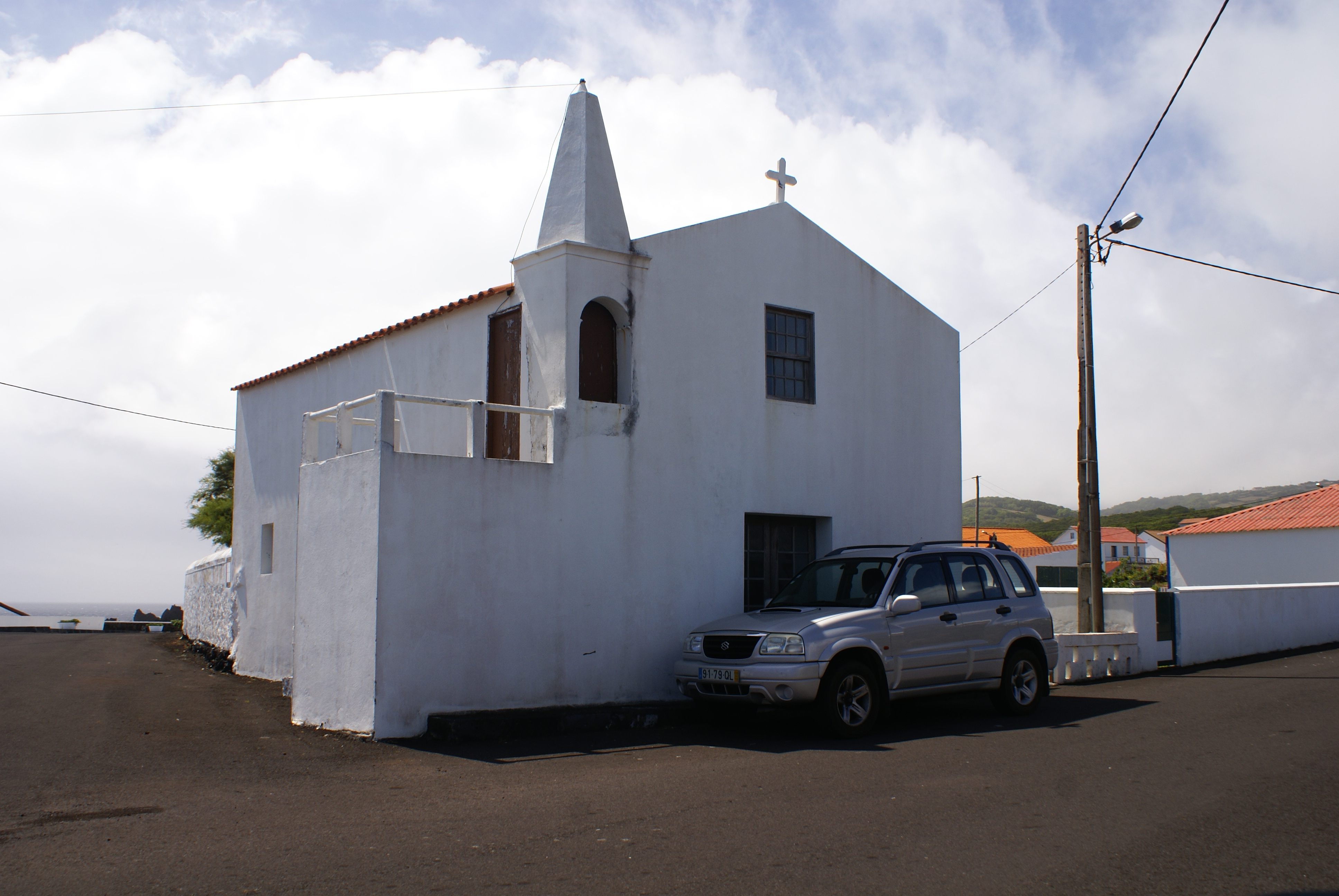
Ermida de São Tomé.

A  Ermida de São Tomé  é uma Ermida portuguesa localizada na Manhenha, sitio da Ponta da Ilha,  na freguesia da Piedade, concelho das Lajes do Pico, na ilha do Pico, no arquipélago dos Açores.
Esta ermida é dedicada a devoção do apóstolo São Tomé.